# Нестор Карбальйо
Нестор Карбальйо (ісп. Néstor Carballo, 3 лютого 1929, Монтевідео — 22 вересня 1981, Сальто) — уругвайський футболіст, що грав на позиції півзахисника, зокрема, за клуби «Данубіо» та «Насьйональ», а також національну збірну Уругваю.
Триразовий чемпіон Уругваю.

## Клубна кар'єра
У футболі дебютував 1949 року виступами за команду «Данубіо», в якій провів два сезони. 
Своєю грою за цю команду привернув увагу представників тренерського штабу клубу «Насьйональ», до складу якого приєднався 1951 року. Відіграв за команду з Монтевідео наступні чотири сезони своєї ігрової кар'єри.
Він знову приєднався до «Данубіо» в 1956 році, але повернувся в «Насьйональ» на сезони 1957 та 1958 років. Там він відсвяткував свій третій національний титул у 1957 році. У 1952 та 1955 роках виграв чемпіонат Уругваю. 
Протягом 1959 року захищав кольори клубу «Сюд Америка».
Завершив ігрову кар'єру у команді «Ла Лус».

## Виступи за збірну
1 березня 1953 року дебютував в офіційних матчах у складі національної збірної Уругваю. Протягом кар'єри у національній команді провів у її формі 18 матчів.
У складі збірної був учасником:
чемпіонату Південної Америки 1953 року у Перу, на якому команда здобула бронзові нагороди;
чемпіонату світу 1954 року у Швейцарії, де зіграв в чвертьфіналі з Угорщиною (2-4) і в матчі за третє місце з Австрією (1-3);
чемпіонату Південної Америки 1955 року у Чилі.
Помер 22 вересня 1981 року на 52-му році життя у місті Сальто.

## Титули і досягнення
- Чемпіон Уругваю (3):

«Насьйональ»: 1952, 1955, 1957
- Бронзовий призер Чемпіонату Південної Америки: 1953